# Darkveti-Mesjokocultuur
De Darkveti-Mesjokocultuur (ook: "gestoken parelkeramiekcultuur" of "parelsteekaardewerkcultuur", Russisch: Культура накольчатой жемчужной керамики, Engels: Pricked Pearls Pottery culture) was een archeologische cultuur van de late kopertijd in de Westelijke Kaukasus (kraj Krasnodar, Adygea, Karatsjaj-Tsjerkessië, kraj Stavropol) van 4500/4400 - 3000 v.Chr. 
Tot ongeveer midden jaren 80 van de 20e eeuw werd de cultuur niet onderscheiden van de Majkopcultuur uit de vroege bronstijd. De nederzettingen bevinden zich voornamelijk in bergachtige gebieden (uitlopers) aan beide zijden van de Grote Kaukasus. Op de Koeban-vlakte is tot nu toe slechts één belangrijke site onderzocht, de nederzetting Svobodnoje.

## Geschiedenis van het onderzoek
Het onderzoek van de sites van de Darkveti-Mesjokocultuur (DMC) begon in 1957. Gedurende deze jaren ontdekte een expeditie van de Hermitage onder leiding van Abram Stoljar en het Koeban-detachement van het Archeologisch Instituut van de Academie van Wetenschappen van de USSR onder leiding van Aleksandr Formozov in de periode 1957-1964 een aantal sites in de bekkens van de Fars en Belaja-rivieren in Adygea. In 1962-1966 ontdekte archeoloog P.A. Ditler de nederzetting Jasenovaja Poljana aan de Fars. In 1963-1965 onderzocht A.P. Roenitsj de versterkte site in het Kaukasische Mineralnye Vody-gebied.
Aanvankelijk werden al deze sites toegeschreven aan de Majkopcultuur, die sinds de ontdekking ervan door Nikolaj Veselovski aan het einde van de 19e eeuw werd toegeschreven aan de kopertijd. De herziening van de opvattingen begon na de ontdekking in 1981 door Nechajev van de Svobodnoje-nederzetting die zich al op de vlakte bevond (minder belangrijke overblijfselen van een andere nederzetting, die hij in 1979 onderzocht, dienden hiervoor niet als reden). Een andere reden voor het identificeren van een "pre-Majkop"-cultuur was de ontdekking van de eerste nederzetting van de Majkopcultuur zelf, met materiaal vergelijkbaar met de Majkop-koergan Galjoegajevskoje 1 aan de Terek.
In 2016/2017 formuleerde Aleksandr Kozintsev, op basis van een onderzoek van materialen uit de versterkte nederzettingen Mesjoko en Jasenovaja Poljana, een standpunt over de tweeledige samenstelling en verschillende oorsprong van hun bevolking.

## Oorsprong en chronologie

### Zuidelijke component
Materiaal dat voorheen werd toegeschreven aan de DMC wordt nu gezien als bestaande uit twee culturele componenten met verschillende oorsprong. De oudere lagen van de versterkte nederzettingen vertegenwoordigen een aparte cultuur, hoogstwaarschijnlijk afkomstig uit Zuidwest-Azië. Het waren deze nieuwkomers die de forten bouwden waarop de vertegenwoordigers van de DMC zich later vestigden.
De artefacten van de bouwers van de kopertijdforten onderscheiden zich door de overheersing van aardewerk van een Zuidwest-Aziatisch type  met een glad gepolijst en zelden gecanneleerd oppervlak. Soms zijn de vaten voorzien van versieringen in de vorm van eenvoudige figuren gemaakt met kleirollen. Dit aardewerk is vergelijkbaar met het iets latere aardewerk van de Velikent-nederzetting in Dagestan uit het 4e millennium v.Chr. Deze cultuur wordt ook gekenmerkt door vuurstenen werktuigen van geringe kwaliteit. 

### De eigenlijke DMC
De eigenlijke DMC begon hoogstwaarschijnlijk gelijktijdig. In de beginperiode beschikten de DMC-nederzettingen echter niet over vestingwerken (althans geen krachtige). Ze verving niet plotseling de cultuur van de bouwers van de forten, maar nam deze geleidelijk over. De cultuur onderscheidde zich door grover aardewerk met uitgesproken decoraties, maar ook door een rijke en gevarieerde vuursteenindustrie. Hoewel er in de Zuidelijke Kaukasus een aantal parallellen zijn voor de DMC, wordt de oorsprong ervan meer geassocieerd met de vroege kopertijdculturen van de steppe: de latere sites uit de tweede periode van de Azov-Dnjepr-cultuur (5200-4800 v.Chr.), de oudste Sredny Stogcultuur (vanaf 5340 v.Chr.), Marioepolcultuur (5329 ± 72 v.Chr.), en de Chvalynskcultuur-sites van de Wolga-regio (5000-4600 v.Chr.). Deze periode komt overeen met de Cucuteni-Tripojecultuur in het westen. Het vroegste voorbeeld van de invloed van de steppeculturen in de Noord-Kaukasus bevindt zich in de vroege kopertijd-begraafplaats van Naltsjik (5100-4900/4400 v.Chr.), waarmee de nederzettingen van het Terek-bekken synchroon lopen (Agoebekovo, Tjalling, Mystoelatylagat).
In de periode van wijdverbreide verspreiding van de eigenlijke DMC zijn vergelijkbare kenmerken (decoratie van het aardewerk, stenen armbanden) aanwezig in de gelijktijdige kopertijdnederzettingen van de kamkeramiek in het Terek-bekken en in de nederzettingen van West-Georgië. De invloeden zijn ook zichtbaar in aardewerk uit locaties ver verwijderd van de belangrijkste regio van de DMC: de regio Sotsji-Adler en de versterkte nederzetting bij Kislovodsk.
Op de zuidelijke helling van de Grote Kaukasus bezette de DMC in haar vroege en middenperiode een deel van het grondgebied van Abchazië (grotten van de Kodorivallei, Bzipi en Mzymta). 
In de laaglandnederzetting Svobodnoje kan daarentegen invloed vanuit het noordwesten worden gezien, vanuit de proto-Jamnacultuur van de steppe, die bovendien ook enkele soortgelijke elementen vertoonde als de DMC. Hoewel de sites dus een zekere eenheid vertonen, is er aan de periferie enige gelijkenis met naburige kopertijd-samenlevingen. 
In het midden- en late stadium bestond de DMC naast de Majkopcultuur of, in andere terminologie, de Majkop-Novosvobodnaja-gemeenschap (MNO, 2e helft van het 4e - begin 3e millennium v.Chr.). Hoogstwaarschijnlijk ontwikkelde zich op deze manier uit de late fase van de MNO-cultuur een syncretische bergvariant, die sommige onderzoekers (Aleksej Rezepkin) als een onafhankelijke cultuur beschouwen, deNovosvobodnajacultuur. In het laagland behield de Majkopcultuur haar oorspronkelijke kenmerken langer, totdat deze werd vervangen door de Noord-Kaukasuscultuur van de midden-bronstijd. De invloed van de DMC is nog merkbaar in de Dolmencultuur van de Westelijke Kaukasus die de Novosvobodnojecultuur verving. 

## Nederzettingen en woningen
De bevolking van de DMC was sedentair en had langdurig bewoonde nederzettingen, in tegenstelling tot de mobiel-sedentaire Majkop-mensen. In bergachtige gebieden bevonden de nederzettingen zich uitsluitend op hoogten, die aan één kant vaak begrensd waren door een steile helling of afgrond. De andere kant, met een zachte of zelfs vlakke topografie, zou versterkt kunnen worden door stapelmuren. In de vlakte lagen de nederzetting langs de rivieren, vanaf het land omheind door muren en greppels, mogelijk met een palissade langs de bovenkant. De woningen werden in een cirkel langs de vestingwerken gebouwd. Binnen was er een vrije ruimte, soms behoorlijk groot, waar blijkbaar vee werd gehouden.
De woningen waren van steen en mogelijk ook van leemsteen. Ook in grotten werden soms stenen muren opgetrokken. De haarden werden soms versierd met kalkstenen platen of, zoals wordt aangenomen, met speciale blokken klei. Er werden draagbare grills gebruikt. Er werd ook een lemen oven gevonden, begraven in de grond en onder grote stenen. Nutsputten waren gebruikelijk.

## Economie
De economie was gebaseerd op landbouw en veeteelt, voorall runderen en varkens, in mindere mate schapen en geiten. Op de Zwarte Zee-locaties werdvdaarentegen meer kleinvee gevonden. Honden en mogelijk ook katten waren aanwezig, maar geen paarden. Men jaagde op edelhert, ree, wild zwijn, moeflon, bizon, ezel, beer, das, wolf, vos, haas, gans, eend, en kleine vogels. De visserij werd ontwikkeld. Schildpadden en schelpdieren werden ook als voedsel gebruikt.
De aanwezigheid van graanraspen en benen hakken duidt op landbouw. In sommige gebieden van de westelijke en centrale Kaukasus is de aanwezigheid van oude landbouwterrassen onthuld (Kislovodsk-bekken van de kraj Stavropol, Karatsjaj-Tsjerkessië, kraj Krasnodar en Noord-Ossetië). Het begin van hun bouw dateert uit 4400-3500 v.Chr., dat wil zeggen tijdens de vroege en middenperiode van de DMC.
Er was sprake van weven, zoals blijkt uit de spinschijven van klei en steen. Het ontwikkelingsniveau van de ambachten was gebruikelijk voor die periode. Handelsbetrekkingen blijken uit de aanwezigheid van geïmporteerde obsidiaan, carneool en schelpen. Obsidiaan werd geleverd vanuit Transkaukasië, 600-650 km verderop, en koper voor de steppenederzettingen uit de Balkan.
Er is tot nu toe te weinig bekend over de metallurgie. In de vroegste periode werd blijkbaar slechts een zeer klein aantal geïmporteerde koperproducten gebruikt. In een latere periode werden al kleipotten en slakken gevonden.

## Artefacten

### Aardewerk
Het aardewerk is, gebruikelijk voor het kopertijd, met de hand gevormd. Het proces van het uitwassen van de klei werd niet gebruikt, de kleimassa is bijna altijd verzadigd met verschillende soorten verontreinigingen. De vaten hebben een ronde bodem, een scherpe bodem en een afgeplatte bodem. In een later stadium verschenen vaten met een platte bodem en vaten met handvatten. Er zijn miniatuurvaten, mokken, vazen, kommen. Er waren zeven die gebruikt werden om kaas te maken. Het kenmerk dat de naam aan de hele cultuur gaf, is de aanwezigheid op de schouders van sommige versieringen in de vorm van parels, dat wil zeggen uitstulpingen die van binnenuit in nog vochtige klei worden gedrukt. Er zijn ook andere uitvoeringen: gegoten rollen (glad en met plooien), mastoïde lijstwerk, traceren, drukken met een stempel of prikken. Soms werd gepolijst en donkerbruin beschilderd.
Voor rondbodemvaten werden keramische draagbare barbecues gebruikt. Er werden kleiblokken gevonden, in de vorm van kegels en eivormig, kennelijk bedoeld voor de constructie van haarden. Er zijn kleine plastic figuren - figuren van mensen en dieren, vaak extreem schetsmatig. Klei werd gebruikt om kralen (of gewichten voor vislijnen) en een spilkrans te maken.

### Stenen werktuigen
Steen was het belangrijkste materiaal voor gereedschappen. Van de harde steensoorten werd vrijwel alleen vuursteen gebruikt. Obsidiaan is zeer zeldzaam. Veel voorkomende werktuigen zijn schrabbers en, vaak grote, sikkelinzetstukken en rechte klingen, speer- en pijlpunten. De vroegste pijlpunten hebben de vorm van langwerpige driehoeken, met een rechte of licht concave basis. In een later stadium verschenen gedrongen asymmetrische driehoeken met een sterk concave basis. Vuurstenen bijlen zijn zeldzaam. Er zijn microlieten, voornamelijk segmenten, hoewel er ook driehoeken, trapeziums en rechthoeken werden gevonden. De rest van de vuurstenen werktuigen zijn gebruikelijk voor nederzettingen uit deze tijd. In het latere stadium bevond zich zeer weinig vuursteen in de nederzettingslagen.
Gepolijste gereedschappen en producten worden vertegenwoordigd door wigvormige bijlen en dissels van serpentiniet, minder vaak van doleriet, leisteen en andere steensoorten. Een onderscheidend kenmerk van de DMC is de aanwezigheid van fragmenten van stenen armbanden, massief of plat. Ze zijn meestal gemaakt van serpentiniet en leisteen, maar keramische exemplaren zijn ook bekend. Grote en kleine kralen werden uit steen gedraaid, bijvoorbeeld enstatiet. Er zijn puinstenen in verschillende vormen van dezelfde serpentiniet of kiezelstenen. Er zijn veel graanmolens, granieten, gemaakt van sterke zandsteen, enz. Slechts vier keer werden steenproducten met grote boringen (knotsen, hamers) gevonden. Er is één vondst van een fragment van een zogenaamde paardenkopscepter.

### Been
Been werd gebruikt om harpoenen, priemen, hangers, kralen, vishaken, polijstgereedschappen en spatels voor keramiek, dobbelstenen, lepels en dissels te maken. Er was een vondst van een benen pijlpunt. Hangers van gespleten zwijnenslagtanden waren populair. Er werden ook vishaken van gemaakt. Druppelvormige hangers werden gemaakt van hertentanden, of nagebootst uit been.

### Metaal
Metaal was uiterst zeldzaam in de vroege en middenperiode van de DMC. Vondsten in alle nederzettingen waren onder meer priemen, willekeurige kralen, een klein bord met een onbekend doel, een paar kleine ringen met een platte dwarsdoorsnede. In de latere lagen werden ook een tempelring, een klein mes zonder lemmet, een koperen mes, een beitel en verschillende priemen gevonden. Er is één vondst van een tempelring van gouddraad.

## Begrafenisritueel
De weinige bekende graven uit de vroege periode laten zien dat het begraven soms onder de vloer van de woning (of in een grot) plaatsvond, maar hoe vaak dit gebeurde is onbekend. De graven waren krap, omzoomd en bedekt met stenen. De houding van de overledene was sterk gehurkt, met de knieën tegen het lichaam gedrukt en één hand tegen het gezicht. De tweede arm strekte zich uit langs het lichaam, aan de rechter- of linkerkant. De oriëntatie was naar het zuidwesten of westen. Grafgiften zijn aanwezig, maar niet talrijk.  Er is één schedel bekend die begraven werd in een aardewerken vat (site Psou-1).